# Graminicola
Graminicola is een geslacht van zangvogels uit de familie Pellorneidae. De wetenschappelijke naam van het geslacht is voor het eerst geldig gepubliceerd in 1863 door Thomas Caverhill Jerdon.

## Soorten
De volgende soorten zijn bij het geslacht ingedeeld:
- Graminicola bengalensis  – Indiase grasrietzanger
- Graminicola striatus  – Chinese grasrietzanger